# Sankt Peter am Kammersberg
Sankt Peter am Kammersberg är en ort och kommun i  distriktet Murau i förbundslandet Steiermark i Österrike.
Kommunen består av sju orter (Ortschaften) (inom parentes invånarantal 1 januari 2024):

- Althofen (223)
- Feistritz am Kammersberg (309)
- Kammersberg (123)
- Mitterdorf (205)
- Peterdorf (221)
- Pöllau am Greim (263)
- St. Peter am Kammersberg (629)